# Víctor Griffith
Víctor Alfredo Griffith Mullins (Panama, 12 dicembre 2000) è un calciatore panamense, difensore del St. Johnstone e della nazionale panamense.

## Biografia
È fratellastro di Marcos Sánchez.

## Carriera

### Club
Griffith ha iniziato la carriera in patria con il Tauro dove ha debuttato nel 2016. Dal 2018 al 2021 ha giocato in Costa Rica con il Santos de Guápiles prima di far ritorno a Panama con gli Árabe Unido.
Il 28 marzo 2022 è stato acquistato dal Portland Timbers che lo ha assegnato alla propria seconda squadra. Ha debuttato in MLS Next Pro il 17 aprile nell'incontro perso 4-1 contro lo Houston Dynamo 2. Il 10 maggio ha ricevuto la prima convocazione con la prima squadra, ed ha debuttato in Lamar Hunt U.S. Open Cup contro il Los Angeles FC.
Il 16 maggio 2023 ha segnato il suo primo gol con i Timbers 2, nel successo per 3-1 sul Vancouver Whitecaps II. Il 13 luglio successivo ha esordito in MLS giocando interamente il match pareggiato 0-0 contro il Colorado Rapids.
Il 10 gennaio 2025 viene acquistato dal St. Johnstone.

### Nazionale
Ha giocato nelle nazionali giovanili panamensi Under-17 ed Under-20.
Ha debuttato con la nazionale maggiore panamense l'11 ottobre 2020 nell'amichevole vinta 1-0 contro la Costa Rica. Il 1º luglio 2021 è stato incluso nella lista dei convocati per la CONCACAF Gold Cup 2021.

## Statistiche

### Presenze e reti nei club
Statistiche aggiornate al 24 dicembre 2023.
| Stagione        | Squadra              | Campionato      | Campionato | Campionato | Coppe nazionali | Coppe nazionali | Coppe nazionali | Coppe continentali | Coppe continentali | Coppe continentali | Altre coppe | Altre coppe | Altre coppe | Totale | Totale | Totale |
| Stagione        | Squadra              | Comp            | Pres       | Reti       | Comp            | Pres            | Reti            | Comp               | Pres               | Reti               | Comp        | Pres        | Reti        | Pres   | Reti   |        |
| --------------- | -------------------- | --------------- | ---------- | ---------- | --------------- | --------------- | --------------- | ------------------ | ------------------ | ------------------ | ----------- | ----------- | ----------- | ------ | ------ | ------ |
| 2016-2017       | Tauro                | LPF             | 1          | 0          | CP              | 0               | 0               |                    | -                  | -                  |             | -           | -           | 1      | 0      |        |
| 2017-2018       | Tauro                | LPF             | 1          | 0          | CP              | 0               | 0               |                    | -                  | -                  |             | -           | -           | 1      | 0      |        |
| 2018-2019       | Santos de Guápiles   | PD              | 5          | 0          |                 | -               | -               |                    | -                  | -                  |             | -           | -           | 5      | 0      |        |
| 2019-2020       | Santos de Guápiles   | PD              | 25         | 0          |                 | -               | -               |                    | -                  | -                  |             | -           | -           | 25     | 0      |        |
| 2020-2021       | Santos de Guápiles   | PD              | 13         | 0          |                 | -               | -               |                    | -                  | -                  |             | -           | -           | 13     | 0      |        |
| 2021            | Árabe Unido          | LPF             | 26         | 1          | CP              | 0               | 0               |                    | -                  | -                  |             | -           | -           | 26     | 1      |        |
| 2022            | Árabe Unido          | LPF             | 1          | 0          | CP              | 0               | 0               |                    | -                  | -                  |             | -           | -           | 1      | 0      |        |
| 2022            | Portland Timbers U23 | MNP             | 19         | 0          |                 | -               | -               |                    | -                  | -                  |             | -           | -           | 19     | 0      |        |
| 2023            | Portland Timbers U23 | MNP             | 22         | 2          |                 | -               | -               |                    | -                  | -                  |             | -           | -           | 22     | 2      |        |
| 2022            | Portland Timbers     | MLS             | 0          | 0          | USCup           | 1               | 0               |                    | -                  | -                  |             | -           | -           | 0      | 0      |        |
| 2023            | Portland Timbers     | MLS             | 1          | 0          | USCup           | 2               | 0               |                    | -                  | -                  | LC          | 0           | 0           | 3      | 0      |        |
| Totale carriera | Totale carriera      | Totale carriera | 114        | 3          |                 | 3               | 0               |                    | -                  | -                  |             | 0           | 0           | 117    | 3      |        |

### Cronologia presenze e reti in nazionale
| Cronologia completa delle presenze e delle reti in nazionale ― Panama | Cronologia completa delle presenze e delle reti in nazionale ― Panama | Cronologia completa delle presenze e delle reti in nazionale ― Panama | Cronologia completa delle presenze e delle reti in nazionale ― Panama | Cronologia completa delle presenze e delle reti in nazionale ― Panama | Cronologia completa delle presenze e delle reti in nazionale ― Panama | Cronologia completa delle presenze e delle reti in nazionale ― Panama | Cronologia completa delle presenze e delle reti in nazionale ― Panama |
| Data                                                                  | Città                                                                 | In casa                                                               | Risultato                                                             | Ospiti                                                                | Competizione                                                          | Reti                                                                  | Note                                                                  |
| --------------------------------------------------------------------- | --------------------------------------------------------------------- | --------------------------------------------------------------------- | --------------------------------------------------------------------- | --------------------------------------------------------------------- | --------------------------------------------------------------------- | --------------------------------------------------------------------- | --------------------------------------------------------------------- |
| 10-10-2020                                                            | San José                                                              | Costa Rica                                                            | 0 – 1                                                                 | Panama                                                                | Amichevole                                                            | -                                                                     | 59’                                                                   |
| 13-10-2020                                                            | San José                                                              | Costa Rica                                                            | 0 – 1                                                                 | Panama                                                                | Amichevole                                                            | -                                                                     | 19’ 90+3’                                                             |
| 12-11-2020                                                            | Graz                                                                  | Giappone                                                              | 1 – 0                                                                 | Panama                                                                | Amichevole                                                            | -                                                                     | 61’                                                                   |
| 15-11-2020                                                            | Wiener Neustadt                                                       | Stati Uniti                                                           | 6 – 2                                                                 | Panama                                                                | Amichevole                                                            | -                                                                     | 55’ 70’                                                               |
| 29-1-2021                                                             | Panama                                                                | Panama                                                                | 0 – 0                                                                 | Serbia                                                                | Amichevole                                                            | -                                                                     |                                                                       |
| 28-3-2021                                                             | Santo Domingo                                                         | Dominica                                                              | 1 – 2                                                                 | Panama                                                                | Qual. Mondiali 2022                                                   | -                                                                     | 64’                                                                   |
| 6-6-2021                                                              | Panama                                                                | Angola                                                                | 0 – 13                                                                | Panama                                                                | Qual. Mondiali 2022                                                   | -                                                                     | 46’                                                                   |
| 12-6-2021                                                             | Panama                                                                | Panama                                                                | 2 – 1                                                                 | Curaçao                                                               | Qual. Mondiali 2022                                                   | -                                                                     | 84’                                                                   |
| 1-7-2021                                                              | Nashville                                                             | Messico                                                               | 3 – 0                                                                 | Panama                                                                | Amichevole                                                            | -                                                                     | 46’                                                                   |
| 20-7-2021                                                             | Orlando                                                               | Panama                                                                | 3 – 1                                                                 | Grecia                                                                | Gold Cup 2021 - 1º turno                                              | -                                                                     | 69’                                                                   |
| 1-5-2022                                                              | Cary                                                                  | El Salvador                                                           | 3 – 2                                                                 | Panama                                                                | Amichevole                                                            | -                                                                     |                                                                       |
| 10-6-2025                                                             | Panama                                                                | Panama                                                                | 3 – 0                                                                 | Nicaragua                                                             | Qual. Mondiali 2026                                                   | -                                                                     |                                                                       |
| 16-6-2025                                                             | Carson                                                                | Panama                                                                | 5 – 2                                                                 | Guadalupa                                                             | Gold Cup 2025 - 1° turno                                              | -                                                                     | 77’                                                                   |
| 20-6-2025                                                             | San Jose                                                              | Guatemala                                                             | 0 – 1                                                                 | Panama                                                                | Gold Cup 2025 - 1° turno                                              | -                                                                     | 82’                                                                   |
| 24-6-2025                                                             | Austin                                                                | Panama                                                                | 4 – 1                                                                 | Giamaica                                                              | Gold Cup 2025 - 1° turno                                              | -                                                                     | 84’                                                                   |
| 28-6-2025                                                             | Glendale                                                              | Panama                                                                | 1 – 1 (4 – 5 dtr)                                                     | Honduras                                                              | Gold Cup 2025 - Quarti di finale                                      | -                                                                     | 74’                                                                   |
| Totale                                                                |                                                                       | Presenze                                                              | 16                                                                    |                                                                       | Reti                                                                  | 0                                                                     |                                                                       |